# Wiseppe
Wiseppe (1801 noch mit der Schreibweise Viseppe) ist eine französische Gemeinde mit 92 Einwohnern (Stand 1. Januar 2022) im Département Meuse in der Region Grand Est (bis 2015 Lothringen). Sie gehört zum Arrondissement Verdun und zum Gemeindeverband Pays de Stenay et Val Dunois.

## Geografie
Die Gemeinde Wiseppe liegt in der Landschaft Argonne, etwa 40 Kilometer nördlich von Verdun, am gleichnamigen Fluss Wiseppe, der sich hier kurz vor seiner Mündung in die Maas befindet. Umgeben wird Wiseppe von den Nachbargemeinden  Laneuville-sur-Meuse im Norden, Stenay im Nordosten und Osten, Saulmory-Villefranche und Montigny-devant-Sassey im Süden, Halles-sous-les-Côtes im Südwesten sowie Beauclair im Westen.

## Bevölkerungsentwicklung
| Jahr      | 1962 | 1968 | 1975 | 1982 | 1990 | 1999 | 2006 | 2013 | 2022 |
| Einwohner | 134  | 147  | 120  | 121  | 104  | 97   | 110  | 109  | 92   |

Im Jahr 1806 wurde mit 454 Bewohnern die bisher höchste Einwohnerzahl ermittelt. Die Zahlen basieren auf den Daten von cassini.ehess und INSEE.

## Sehenswürdigkeiten
- Kirche St. Remigius (Église Saint-Rémi)

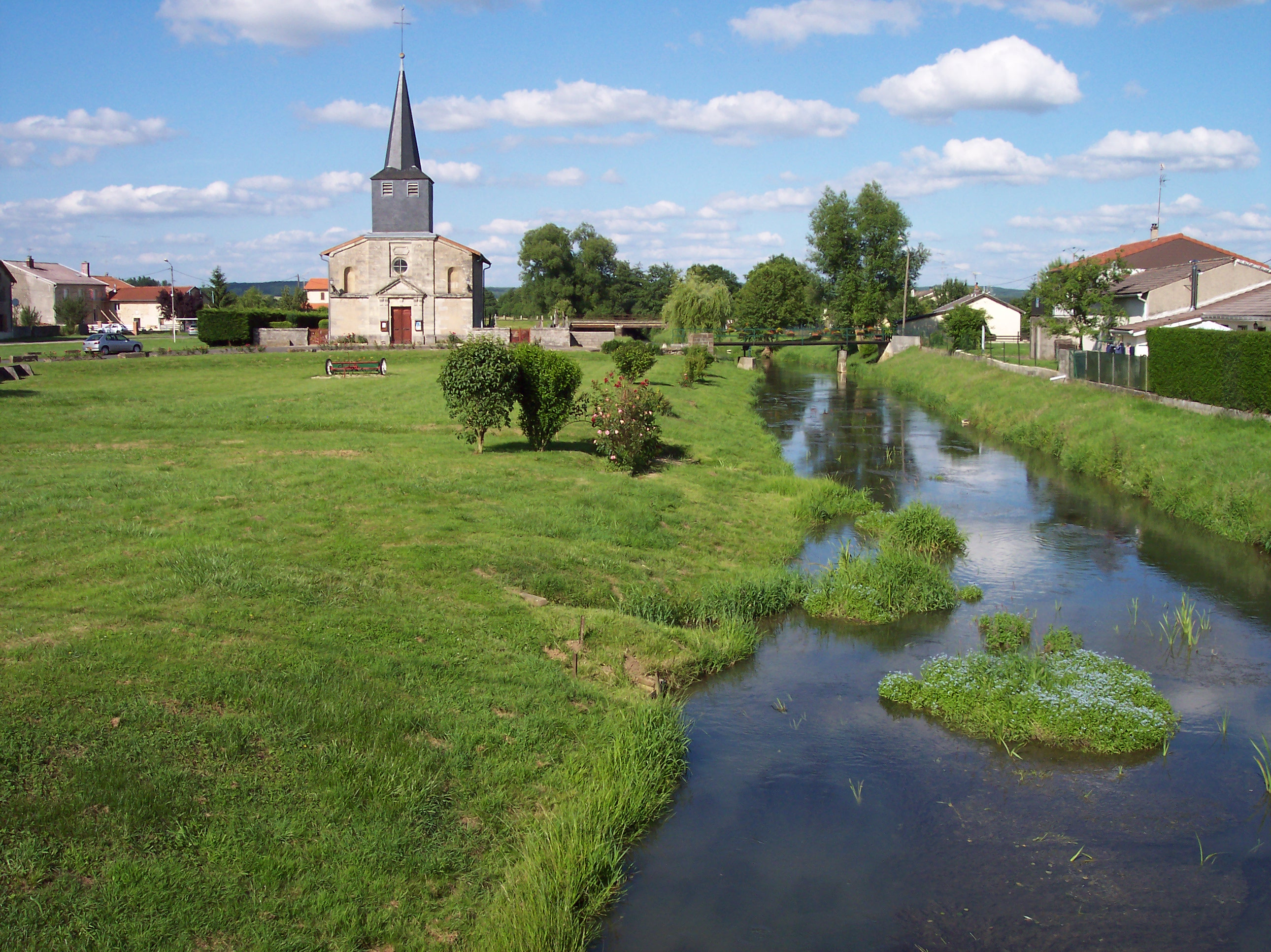
Blick auf die Kirche Saint-Rémi und den Fluss Wiseppe
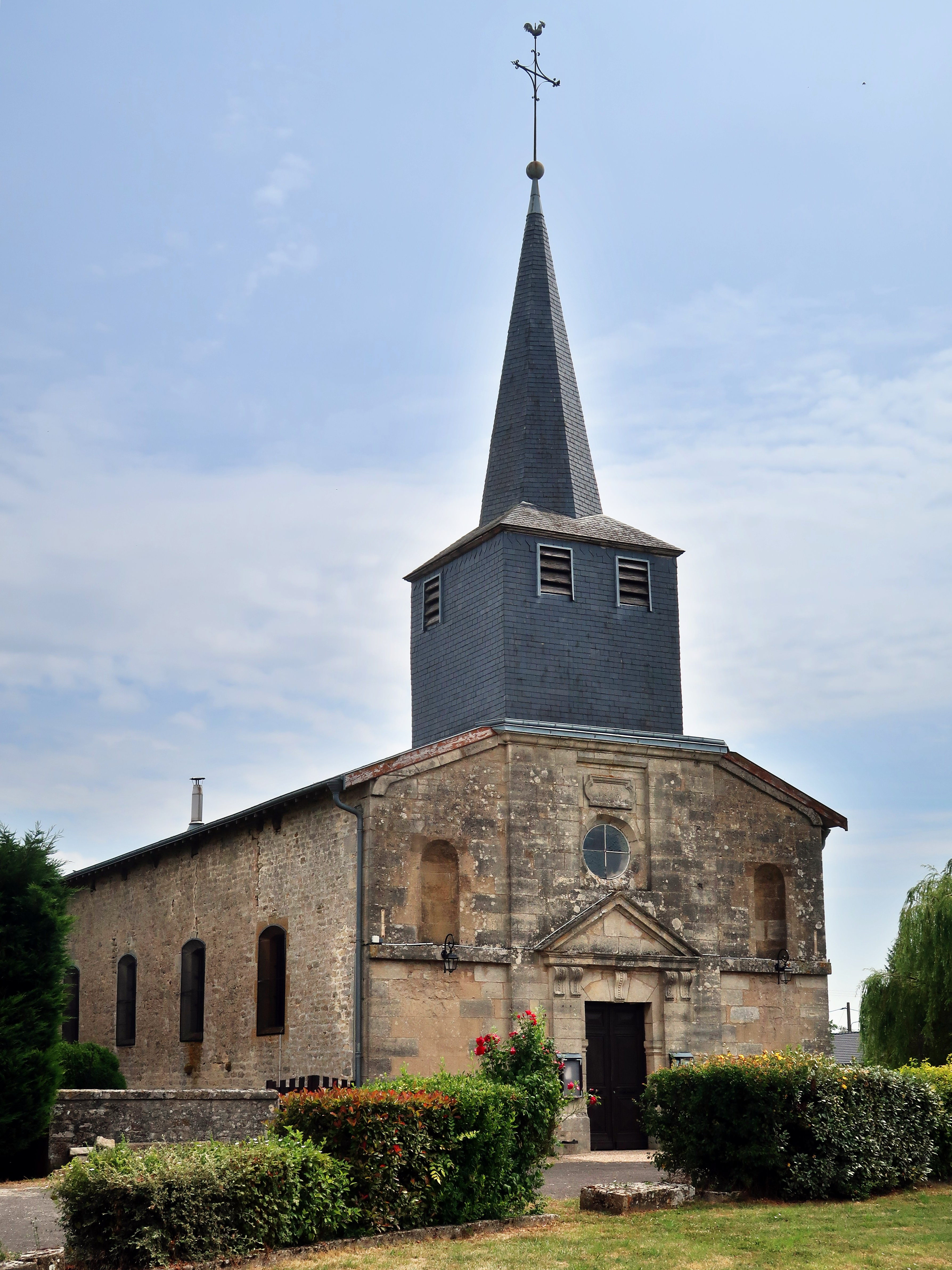
Kirche Saint-Rémi

## Wirtschaft und Infrastruktur
In der Gemeinde sind sechs Landwirtschaftsbetriebe ansässig (Getreideanbau, Milchwirtschaft, Rinderzucht).
Durch die Gemeinde Wiseppe führt die Fernstraße D 30 von Laneuville-sur-Meuse nach Dun-sur-Meuse. In der sechs Kilometer entfernten Stadt Stenay kreuzen sich mehrere überregional wichtige Straßen.

## Belege
1. ↑  Ortsname auf cassini.ehess.fr
2. ↑  Wiseppe auf cassini.ehess
3. ↑  Wiseppe auf INSEE
4. ↑  Landwirtschaftsbetriebe auf annuaire-mairie.fr (französisch)